# 荣军院站 (布拉格地铁)
荣军院站是一座布拉格地铁B线的地铁站。此站站名背景是附近的荣军院（Invalidovna）。